# Ukrán költők, írók listája
Ez a lista az ukrán írók és költők névsora teljes névvel és évszámmal ellátva: 
| Ábécé szerinti tartalomjegyzék                                        |
| --------------------------------------------------------------------- |
| A B C Cs D E F G Gy H I J K L M N Ny O P Q R S Sz T Ty U V W X Y Z Zs |

## A

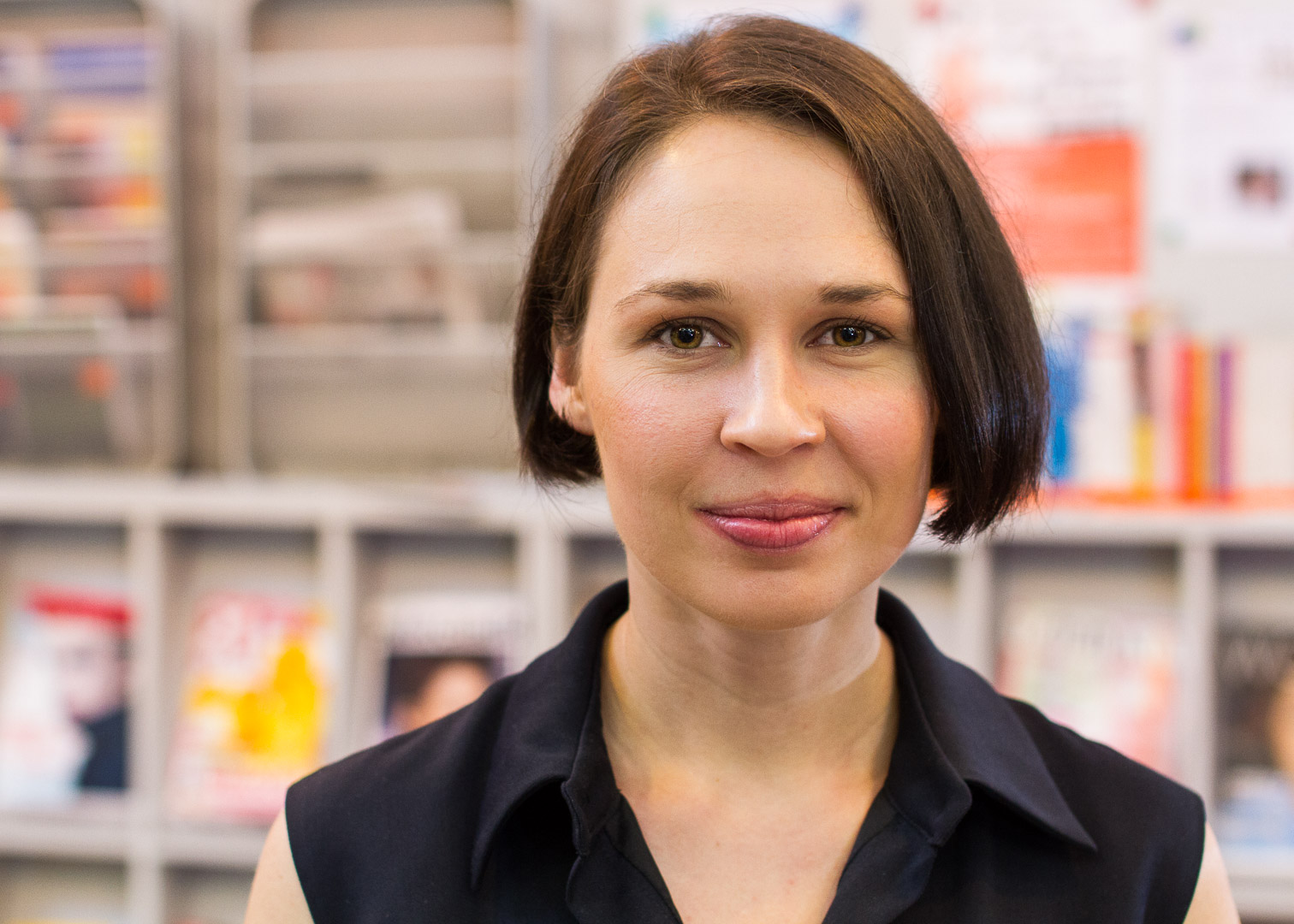
Szofija Jurijivna Andruhovics

- Mikola Mihajlovics Amoszov(wd) (1913–2002), regényíró, esszéíró, orvosi szakíró[1]
- Emma Angyijevszka(wd) (1931–), regényíró, költő, novellaíró[2]
- Nagyija Mikolajivna Andrianova-Horgyijenko(wd) (1921–1998), újságíró, műfordító, életrajzíró[3]
- Szofija Jurijivna Andruhovics(wd) (1982–), regényíró, műfordító, szerkesztő[4]
- Jurij Ihorovics Andruhovics (1960–), regényíró, költő, novellaíró, esszéíró, műfordító[5]
- Bohdan-Ihor Antonics(wd) (1909–1937), költő, műfordító, szerkesztő[6]

## B

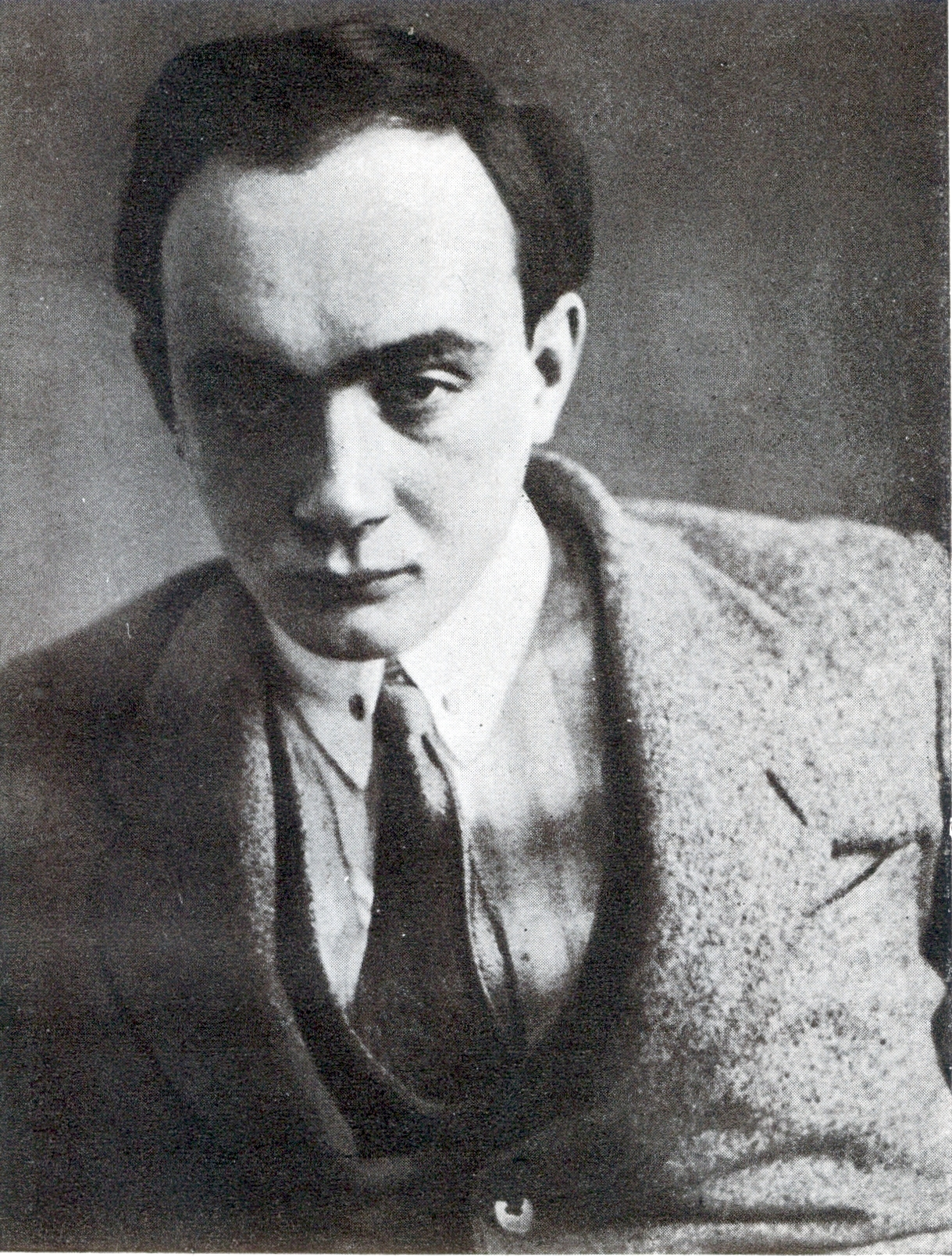
Mikola Platonovics Bazsan

- Ivan Bahrjanij(wd) (1906–1963), költő, regényíró, esszéíró[7]
- Mikola Petrovics Bakaj(wd) (1931–1998), költő, dalszerző[8]
- Vaszil Barka(wd) (1908–2003), költő, író, irodalomkritikus, műfordító[9]
- Volodimir Ivanovics Barvinok(wd) (1879–1943), történész, teológus, életrajzíró[10]
- Mikola Platonovics Bazsan(wd) (1904–1983), költő, szerkesztő, műfordító[11]
- Nyina Leonyigyivna Bicsuja(wd) (1937–), író, gyerekkönyvszerző[12]
- Natalka Hennagyijivna Bilocerkivec(wd) (1954–), költő, műfordító[13]
- Dmitro Blazsejovszkij(wd) (1910–2011), történész, teológus[14]
- Oszip Makszimovics Bogyanszkij(wd) (1808–1878), költő, memoáríró, történész, néprajzkutató[15]

## C
- Volodimir Mikolajovics Cibulko(wd) (1964–), költő, politikus[16][17]

## Cs

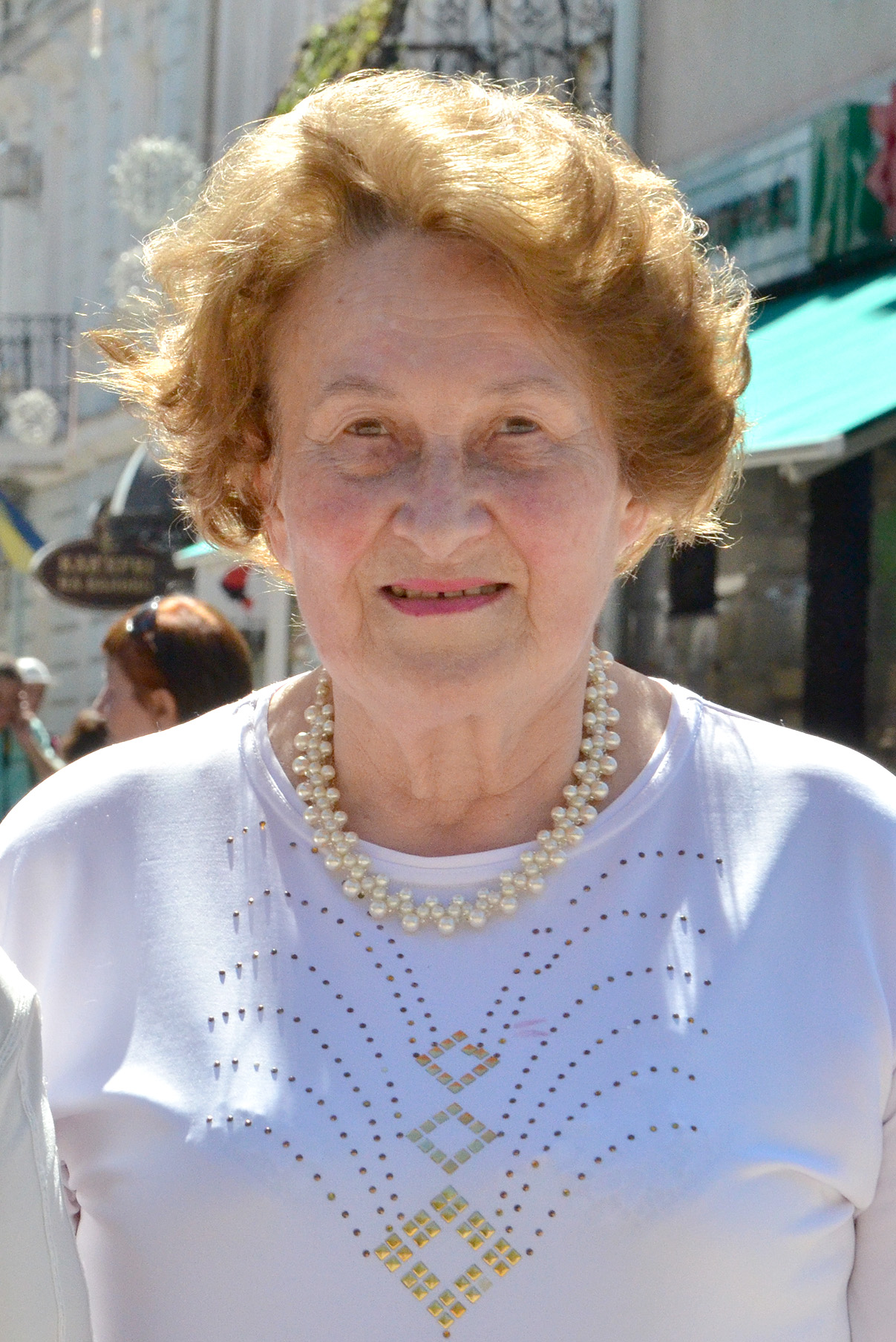
Darija Dmitrivna Csubata

- Dnyiprova Csajka (1861–1927), költő, novellaíró, gyerekkönyvszerző[18]
- Olena Vacilivna Csekan(wd) (1946–2013), színésznő, újságíró, forgatókönyvíró[19]
- Marko Cseremsina(wd) (1874–1927), novellaíró, műfordító[20]
- Borisz Olekszijovics Csicsibabin(wd) (1923–1994), költő[21][22]
- Darija Dmitrivna Csubata(wd) (1940–), orvos, író, költő[23]
- Hrihorij Petrovics Csubaj(wd) (1949–1982), költő, műfordító[24]
- Tarasz Hrihorovics Csubaj(wd) (1970–), költő és dalszerző[25]
- Pavlo Platonovics Csubinszkij (1839–1884), költő és néprajzkutató[26]
- Jevhenyija Volodimirivna Csuprina(wd) (1971–), költő, író, drámaíró[27]

## D
- Andrej Vszevolodovics Dmitruk (1947–)
- Miroszlav Ivanovics Docsinec(wd) (1959–), regényíró, novellaíró, újságíró[28]
- Dmitro Ivanovics Doncov(wd) (1883–1973), szerkesztő, újságíró, irodalomkritikus[29]
- Ivan Fedorovics Dracs(wd) (1936–2018), költő, forgatókönyvíró, irodalomkritikus[30]
- Jurij Drohobics(wd) (1450–1494), filozófus, szakíró, teológus, néprajzkutató[31]
- Duchnovits Sándor (1803–1865), költő, történész, néprajzkutató

## E
- Vaszil Ellan-Blakitnij(wd) (1894–1925), költő, újságíró[32]
- Hrihorij Danilovics Epik(wd) (1901–1937), regényíró, novellaíró, újságíró, forgatókönyvíró, könyvkiadó[33]

## F

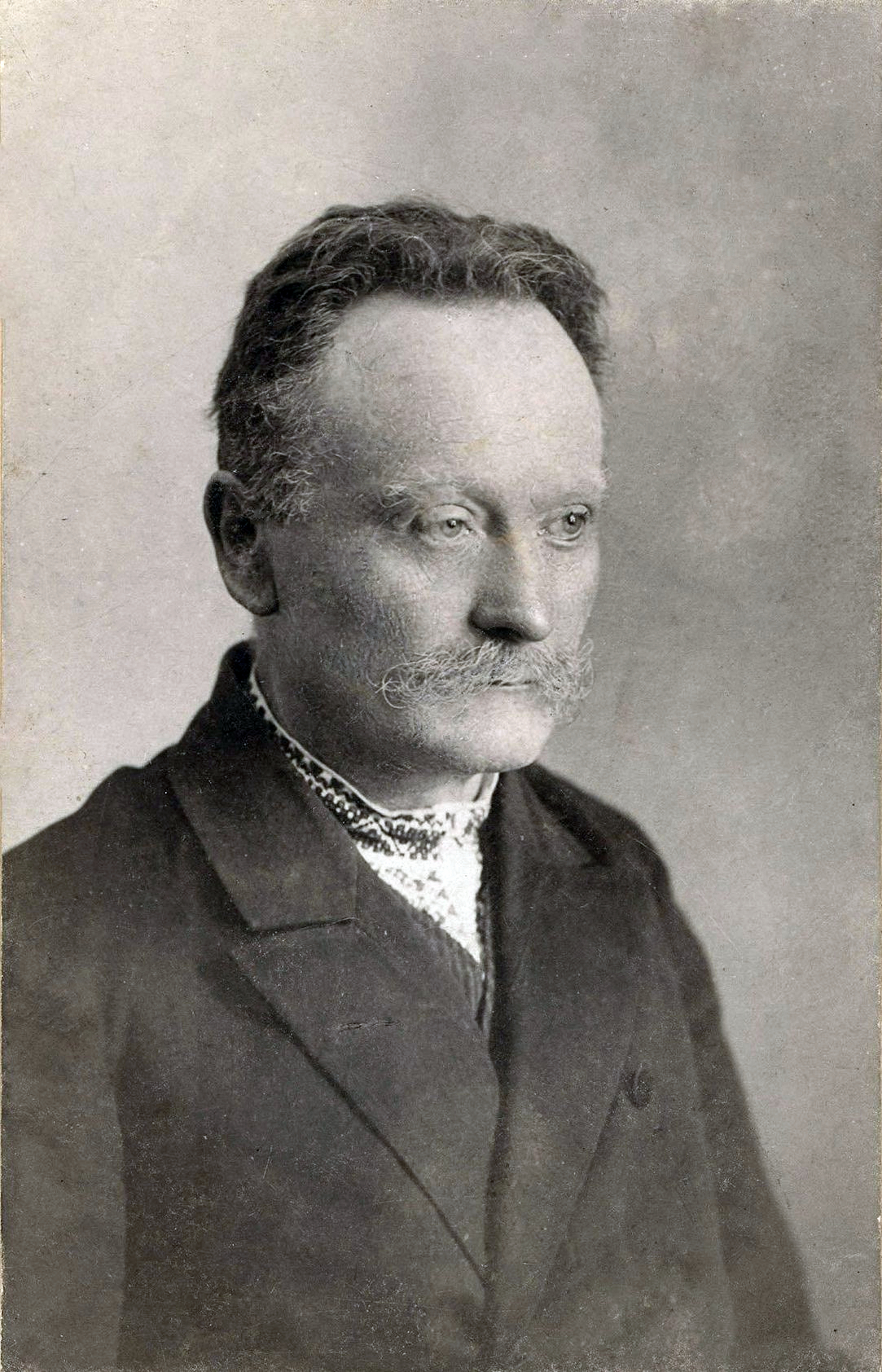
Ivan Jakovics Franko

- Oszip-Jurij Adalbertovics Fegykovics(wd) (1834–1888), novellaíró, költő, folklórkutató, szerkesztő, műfordító[34][35]
- Mojszej Abramovics Fisbejn(wd) (1946–), költő, szerkesztő, műfordító[36]
- Ivan Jakovics Franko (1856–1916), regényíró, költő, irodalomkritikus, újságíró, műfordító
- Petro Ivanovics Franko(wd) (1890–1941), regényíró, memoáríró, forgatókönyvíró[37]

## H

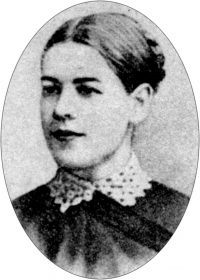
Hricko Hrihorenko

- Pavlo Pavlovics Haj-Nizsnik(wd) (1971–), költő, történész, szakíró, néprajzkutató[38][39]
- Jaroszlav Olekszandrovics Halan(wd) (1902–1949), drámaíró, publicista, újságíró, műfordító, rádiós műsorvezető[40]
- Leonyid Ivanovics Hlibov(wd) (1827–1893), költő, meseíró, gyerekkönyvíró, szerkesztő[41]
- Volodimir Mihajlovics Hnatyuk(wd) (1871–1926), folklórkutató, műfordító, néprajzkutató, újságíró[42]
- Vaszil Panaszovics Hohol-Janovszkij(wd) (1777–1825), költő, drámaíró[43]
- Jakiv Fedorovics Holovackij (1814–1888), történész, néprajzkutató, életrajzíró, költő[44]
- Olesz Terentyijovics Honcsar(wd) (1918–1995), regényíró, költő, novellaíró, újságíró[45]
- Hnat Martinovics Hotkevics(wd) (1877–1938), regényíró, novellaíró, néprajzkutató, drámaíró[46]
- Viktor Nikanorovics Hrabovszkij(wd) (1942–), költő, műfordító, irodalomkritikus, újságíró[47]
- Jevhen Pavlovics Hrebinka (1812–1848), költő, meseíró, regényíró, novellaíró, műfordító[48]
- Borisz Dmitrovics Hrincsenko(wd) (1863–1910), történész, költő, néprajzkutató[49]
- Hricko Hrihorenko(wd) (1867–1924), költő, novellaíró, műfordító, újságíró[50]
- Volodimir Petrovics Huba(wd) (1938–2020), költő[51]
- Jevhen Pilipovics Hucalo(wd) (1937–1995), költő, regényíró, újságíró, gyerekkönyvíró[52]
- Natalija Petrivna Humenyuk(wd) (1983–), író, újságíró[53][54]
- Mikola Hviljovij(wd) (1893–1933), költő, novellaíró, regényíró[55]

## I
- Okszana Dmitrivna Ivanenko(wd) (1906-1997), gyerekkönyvíró, műfordító[56]
- Volodimir Mihajlovics Ivaszjuk(wd) (1949–1979), költő, dalszerző[57]

## J

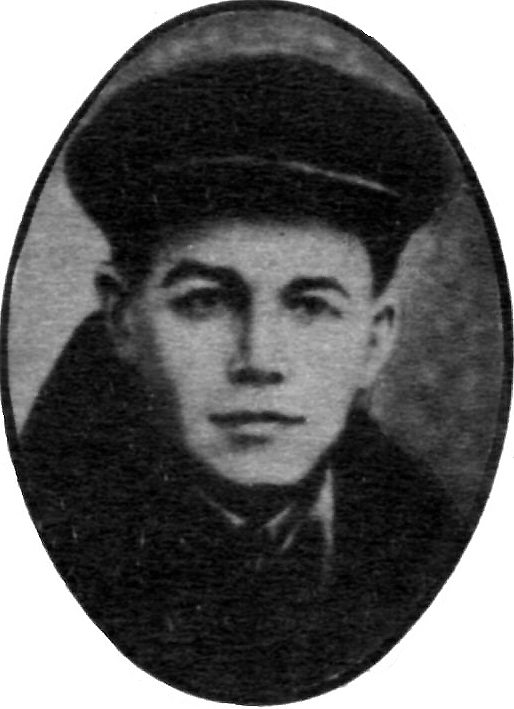
Mihajlo Omeljanovics Jalovij

- Tetyana Vaszilivna Jakovenko(wd) (1954–), költő, irodalomkritikus, tanár[58][59]
- Mihajlo Omeljanovics Jalovij(wd) (1895–1937), író, költő, drámaíró[60]
- Ljubov Olekszandrivna Janovszka(wd) (1861–1933), író, drámaíró[61]
- Volodimir Mihajlo Janyiv(wd) (1908–1981), költő[62]
- Jevhenyija Ivanyivna Jarosinszka(wd) (1868–1904), író, szerkesztő, újságíró, műfordító[63]
- Volodimir Olekszandrovics Javorivszkij(wd) (1942–2021), író, költő, újságíró, politikus[64]
- Szerhij Olekszandrovics Jefremov(wd) (1876–1939), irodalomkritikus, újságíró[65]
- Olekszij Jevhenovics Jurin(wd) (1982–), költő[66]

## K

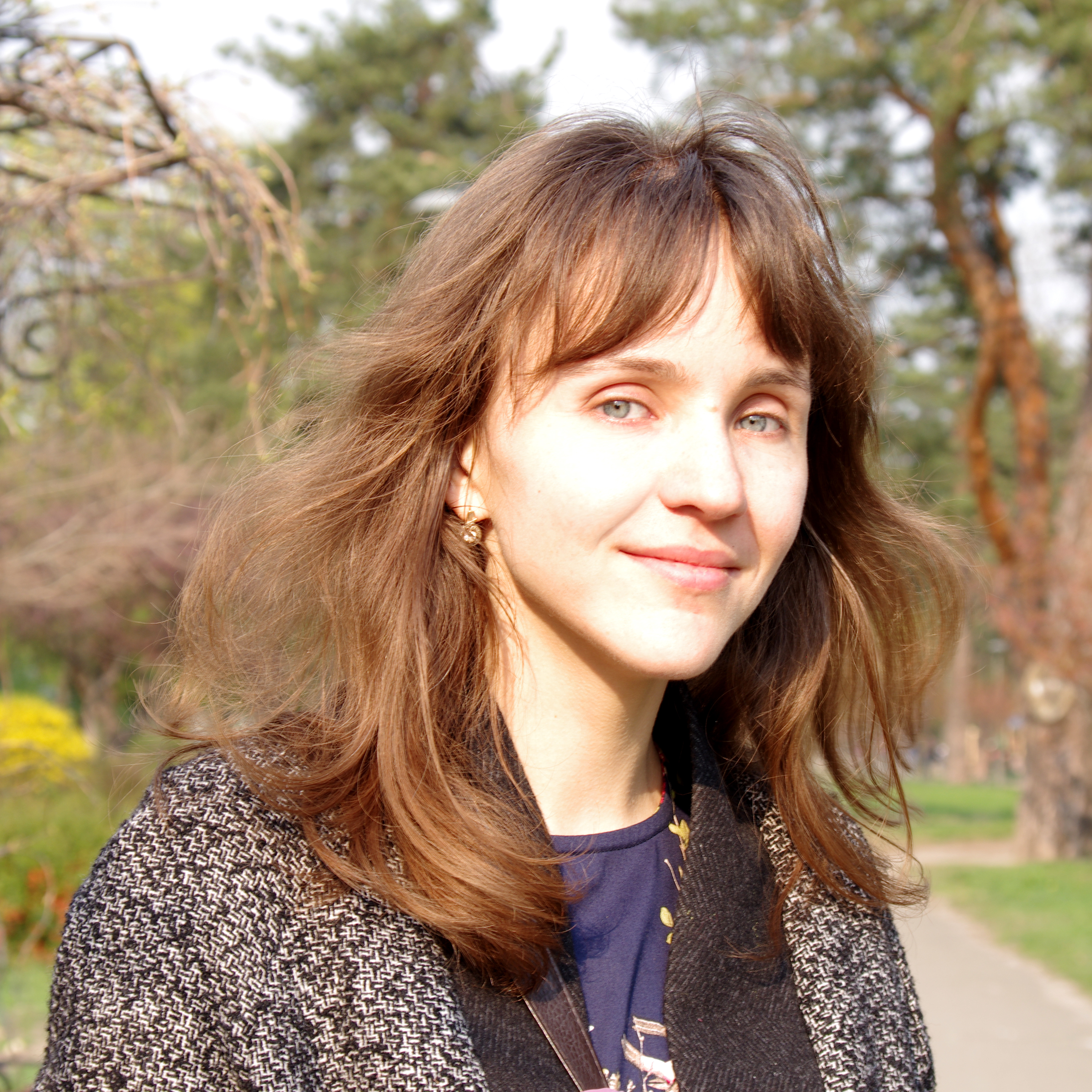
Ija Janyivna Kiva

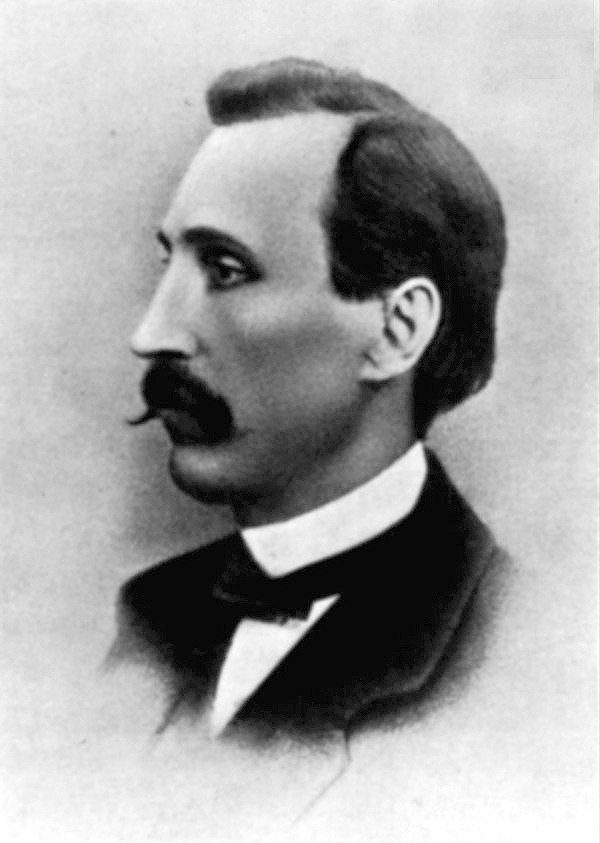
Pantelejmon Olekszandrovics Kulis

- Ihor Vasziljovics Kacsurovszkij(wd) (1918–2013), költő, műfordító, regényíró, novellaíró, irodalomtudós, újságíró[67]
- Olga Kai (1982)
- Ihor Mironovics Kalinec(wd) (1939–), költő[68]
- Irena Ihorivna Karpa(wd) (1980–), író, dalszerző, újságíró[69]
- Adrian Feofanovics Kascsenko(wd) (1858–1921), novellaíró, történész, könyvkiadó[70]
- Makszim Ivanovics Kidruk(wd) (1984–), regényíró, novellaíró, útikönyvíró[71]
- Ija Janyivna Kiva(wd) (1984–), költő, műfordító, újságíró, irodalomkritikus[72]
- Olha Julianyivna Kobiljanszka(wd) (1863–1942), regényíró, novellaíró, drámaíró[73]
- Olekszandr Jakovics Koniszkij(wd) (1836–1900), regényíró, költő, pedagógus, könyvkiadó[74]
- Olekszandr Jevdokimovics Kornyijcsuk (1905–1972), drámaíró, irodalomkritikus[75]
- Ivan Feodoszijovics Korszak(wd) (1946–), író, költő, újságíró, szerkesztő[76]
- Natalija Ivanyivna Kobrinszka(wd) (1851–1920), író, szerkesztő, könyvkiadó[77]
- Natalena Andrianyivna Koroleva(wd) (1888–1966), író[78]
- Szonya Koskina(wd) (1985–), újságíró, író[79]
- Lina Vaszilivna Kosztenko (1930–), költő, regényíró, gyerekkönyvíró[80]
- Ivan Petrovics Kotljarevszkij (1769–1838), költő, drámaíró
- Mihajlo Mihajlovics Kocjubinszkij(wd) (1864–1913), író[81]
- Roman Mihajlovics Kudlik(wd) (1941–), költő, szerkesztő, irodalomkritikus[82]
- Ivan Julianovics Kulik(wd) (1897–1937), költő, műfordító[83]
- Mikola Hurovics Kulis(wd) (1892–1927), drámaíró, költő[84]
- Pantelejmon Olekszandrovics Kulis(wd) (1819–1897), történész, író, néprajzkutató, műfordító[85]
- Zenon Kuzelja(wd) (1882–1952), újságíró, történész, nyelvész, bibliográfus[86]
- Hrihorij Fedorovics Kvitka-Osznovjanenko(wd) (1778–1843), író, drámaíró, újságíró[87]

## L
- Bohdan Szilvesztrovics Lepkij(wd) (1872–1941), költő, író, műfordító[88]
- Szerhij Anatolijovics Lescsenko(wd) (1980–), újságíró, szerkesztő[89]
- Oleh Bohdanovics Liseha(wd) (1949–2014), költő, drámaíró, műfordító[90]

## M

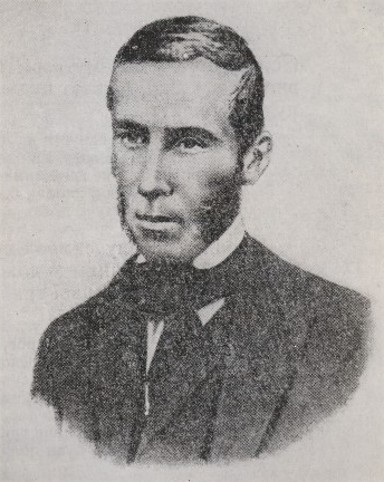
Amvroszij Lukjanovics Metlinszkij

- Mihajlo Olekszandrovics Makszimovics(wd) (1804–1873), történész, író, néprajzkutató[91]
- Ivan Antonovics Malkovics(wd) (1961–), költő, könyvkiadó[92]
- Volodimir Kirilovics Malik(wd) (1921–1998), író[93]
- Mikola Andrijovics Markevics(wd) (1804–1860), zeneszerző, költő, történész, néprajzkutató[94]
- Jaroszlav Joszipovics Melnik(wd) (1959–), író, filozófus, irodalomkritikus[95]
- Amvroszij Lukjanovics Metlinszkij(wd) (1814–1870), költő, néprajzkutató[96]
- Jevhen Horgyijovics Mirosnicsenko(wd) (1939–), történész, újságíró, irodalomkritikus[97]
- Pavlo Mihajlovics Movcsan(wd) (1939–), költő[98]
- Panasz Mirnij(wd) (1849–1920), író, drámaíró[99]

## N
- Ivan Szemenovics Necsuj-Levickij(wd) (1838–1918), író, drámaíró[100]
- Vszevolod Zinovijovics Nesztajko(wd) (1930–2014), gyerekkönyvíró[101]

## O
- Fegyir Odracs(wd) (1912–1964), író[102]
- Olekszandr Olesz(wd) (1878–1944), költő, drámaíró[103]
- Jaroszlav Mikolajovics Orosz(wd) (1959–), író, újságíró[104]

## P

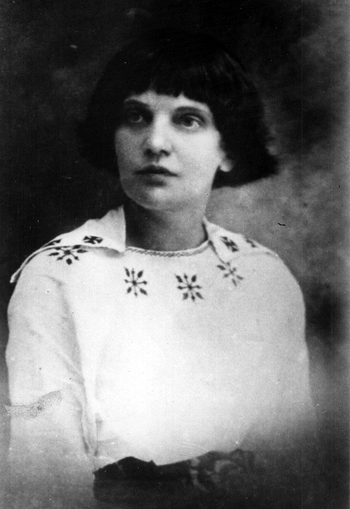
Marijka Pidhirjanka

- Timko Padura(wd) (1801–1871), zenész, költő[105]
- Atena-Szvjatomira Vaszilivna Pasko(wd) (1931–2012), vegyészmérnök, költő, aktivista[106]
- Dmitro Pavlicsko(wd) (1929–2023), költő, műfordító, diplomata[107]
- Ihor Zinovijovics Pavljuk(wd) (1967–), költő, író, esszéíró[108]
- Olena Pcsilka(wd) (1849–1930), író, műfordító, néprajzkutató, aktivista[109]
- Viktor Platonovics Petrov(wd) (1894–1969), író, szakíró[110]
- Marijka Pidhirjanka(wd) (1881–1963), író, pedagógus[111]
- Valerjan Petrovics Pidmohilnij(wd) (1901–1937), író, műfordító, irodalomkritikus[112]
- Lesz Podervjanszkij(wd) (1952–), drámaíró, költő[113]
- Jurij Volodimirovics Pokalcsuk(wd) (1941–2008), költő, író, műfordító, irodalomkritikus[114][115]

## R
- Valentin Osztapovics Recsmegyin(wd) (1916–1986), író, újságíró, szerkesztő, irodalomkritikus[116]
- Makszim Tadejovics Rilszkij(wd) (1895–1964), költő[117]

## S
- Markijan Szemenovics Saskevics(wd) (1811–1843), költő, műfordító[118]
- Jurij Mikolajovics Scserbak (1934–) író, forgatókönyvíró, orvos, politikus, diplomata.
- Tarasz Hrihorovics Sevcsenko (1814–1861), költő, drámaíró, néprajzkutató
- Vaszil Mikolajovics Skljar(wd) (1951–), író, politikai aktivista[119][120]
- Irina Leonyigyivna Suvalova(wd) (1986–), költő, műfordító[121][122]

## Sz

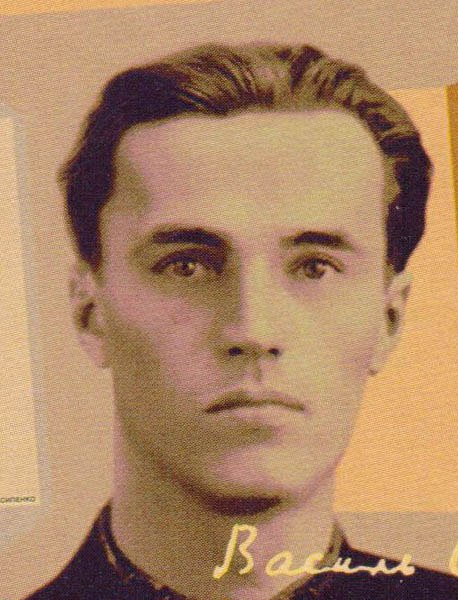
Vaszil Andrijovics Szimonenko

- Ulasz Olekszijovics Szamcsuk(wd) (1905–1987), író, újságíró, publicista[123]
- Marjana Oresztyivna Szavka(wd) (1973–), gyerekkönyvíró, költő, műfordító[124][125]
- Mihajl Szemenko(wd) (1892–1937), költő, szerkesztő[126]
- Irina Mihajlivna Szenik(wd) (1926–2009), költő[127]
- Vaszil Andrijovics Szimonenko(wd) (1935–1963), költő, újságíró[128]
- Ljubov Makarivna Szirota (1956–), költő, író, drámaíró, újságíró, műfordító
- Ljudmila Mihajlivna Szkirda(wd) (1945–), költő, műfordító, irodalomkritikus[129][130]
- Marina Ivanyivna Szokoljan(wd) (1979–), író, drámaíró[131]
- Volodimir Mikolajovics Szoszjura(wd) (1898–1965), költő[132]
- Mihajlo Petrovics Sztarickij(wd) (1840–1904), költő, író, drámaíró[133]
- Vaszil Szemenovics Sztefanik(wd) (1871–1936), novellaíró[134]
- Ivan Matvijovics Sztesenko(wd) (1873–1918), költő, újságíró, író, műfordító, politikus[135]
- Vaszil Szemenovics Sztusz (1938–1985), költő, publicista[136]

## T
- Yuriy Tarnawsky(wd) (1934–) költő, író, drámaíró[137]
- Olena Ivanyivna Teliha(wd) (1906–1942), író, költő, irodalomkritikus, műfordító[138]
- Pavlo Hrihorovics Ticsina(wd) (1891–1967), költő, műfordító[139]
- Trizubij Sztasz(wd) (1948–2007), költő, dalszerző[140]

## Ty
- Hrihorij Mihajlovics Tyutyunnik(wd) (1920–1961), költő[141]

## U
- Leszja Ukrajinka (1871–1913), költő, drámaíró, irodalomkritikus

## V

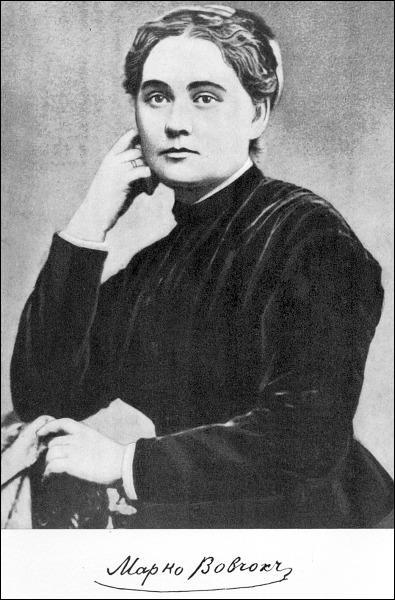
Marko Vovcsok

- Ivan Mikolajovics Vahilevics(wd) (1811–1866), költő, néprajzkutató[142]
- Marko Vovcsok (1833–1907), író, műfordító[143]
- Vira Vovk(wd) (1926–2022), költő, író, drámaíró, műfordító[144]
- Volodimir Kirilovics Vinnicsenko(wd) (1880–1951), író, politikus[145]
- Leonyid Mikolajovics Viseszlavszkij (1914–2002), költő, irodalomkritikus[146]
- Osztap Visnya(wd) (1889–1956), író, újságíró[147]

## Z
- Okszana Sztefanyivna Zabuzsko (1960–), író, költő[148]
- Pavlo Arhipovics Zahrebelnij(wd) (1924–2009), író[149]
- Mikola Kosztyantinovics Zerov(wd) (1890–1937), költő, műfordító, irodalomkritikus[150]

## Zs
- Szerhij Viktorovics Zsadan (1974–), költő, író, műfordító[151]
- Mihajlo Mikitovics Zsajvoron (1953)
- Irina Volodimirivna Zsilenko(wd) (1941–2013), költő, író, gyerekkönyvíró[152]